# Erich von Falkenhayn
Erich von Falkenhayn, nemški general, vrhovni poveljnik generalštaba in vojaški pisatelj, * 11. september 1861, Burg Belchau, † 8. april 1922, Schloss Lindstedt.

## Življenjepis
Falkenhayn se je rodil v Burg Belchauu blizu Graudenza v Prusiji. Postal je poklicni vojak. Med letoma 1896 in 1903 je služboval na Kitajskem in sodeloval v boksarski vstaji na strani zaveznikov. Kasneje je bil premeščen v Braunschweig, Metz in Magdeburg ter hkrati napredoval v činih. Leta 1913 je postal pruski vojni minister in na tem položaju odigral ključno vlogo pri začetku prve svetovne vojne, ko je bil v Sarajevu umorjen nadvojvoda Franc Ferdinand. Kot večina nemške vojske tudi on sprva ni računal na vojno v takšnem obsegu, a je kmalu sprejel idejo in bil med tistimi, ki so pritiskali cesarja Viljema II. naj napove vojno.

## Prva svetovna vojna
Falkenhayn je Moltkeja, kot prejšnjega vrhovnega poveljnika generalštaba nemške vojske zamenjal po bitki na Marni, 14. septembra 1914. Razočaran z neuspehom Schlieffnovega načrta je načrtoval uničiti Britance in Francoze v t. i. »Teku k morju« (načrtu, ki je potekal čez severno Francijo in Belgijo ter je imel nalogo, da antanta in centralne sile čim prej dosežejo Severno morje). Sčasoma so Britanci in Francozi ustavili Nemce v prvi bitki za Ypres (oktober-november 1914).
Falkenhayn je raje hotel ofenzivno strategijo na zahodni fronti, medtem ko so na vzhodu pripravljali omejeno kampanjo: je upal da bo Rusija lažje sprejela ločeno premirje, če seveda ne bi bilo preveč ponižno. To ga je privedlo v prepir z Hindenburgom in Ludendorffom, ki sta raje izvajala masivne ofenzive na vzhodu. Sčasoma, v upanju da bi masovno klanje pripeljalo evropske politične voditelje k mišljenju končanja vojne,
ali pa da bi bile izgube na koncu manjše za Nemce kot za Francoze, je Falkenhayn izvedel masivno bitko pri Verdunu v začetku leta 1916. Čeprav je umrlo več kot četrt milijona vojakov za katere je bil Falkenhayn včasih imenovan »Krvavi Miller Verduna, se še kar nobena stran ni naučila lekcije, zaradi Falkenhaynovih besed, ker je lahko antanta svoje mrtve  zamenjala z svežim »človeškim materialom« (izraz prihaja iz tistega časa). Po neuspehu v Verdunu je bil združen z nekaj povratnicami na vzhodu in neprestanim lobiranjem Hindenburga in Ludendorffa, zato so ga odstavili in zamenjali z novim vrhovnim poveljnikom, Hindenburgom.
Falkenhayn je kasneje prevzel poveljstvo nad 9. armado v Transilvaniji in avgusta sprožil veliko ofenzivo proti Romuniji z Mackensenom. Falkenhaynove sile so zajele Bukarešto v manj kot štirih mesecih.
Po tem uspehu je Falkenhayn prevzel poveljstvo v takratni turški Palestini, kjer mu ni uspelo preprečiti napada britancev pod poveljstvom generala Edmunda Allenbyja da bi zavzeli Jeruzalem v decembru 1917.

## Povojno obdobje
Februarja 1918 je postal poveljnik 10. armade v Belorusiji. Leta 1919 se je upokojil in se umaknil na svoje posestvo, kjer je napisal več knjig o vojni, strategiji in svojo avtobiografijo. Umrl je v Schloss Lindstedtu leta 1922.